# Neromia barretti
Neromia barretti là một loài bướm đêm trong họ Geometridae.